# Jardín Botánico de San Juan
El Jardín Botánico de San Juan, Puerto Rico, también conocido como el Jardín Botánico de la Universidad de Puerto Rico es un jardín botánico que se encuentra próximo al proyectado Bosque Urbano del Nuevo Milenio (véase: Corredor Ecológico de San Juan), en la ciudad caribeña de San Juan capital de Puerto Rico. 
El jardín botánico, nació con la vocación de ser un centro científico, educativo y cultural que al mismo tiempo sirviera como área recreativa. 
Se encuentra encuadrado en la «Red Caribeña de Botánica» de colaboración, en la que se encuentran los jardines botánicos del área del Caribe, de Cuba, República Dominicana, Honduras, Costa Rica, Panamá, Haití, Jamaica e islas Vírgenes, que se va incrementando con otros países de la zona. 
También pertenece al BGCI. Su código de reconocimiento internacional como institución botánica, así como las siglas de su herbario es UPR.

## Localización
El Jardín Botánico de la Ciudad de San Juan se encuentra en la intersección de la ruta 1 (PR-1), con la calle Guaracanal (carretera 847) en Río Piedras.
Jardín Botánico, Administración Central, Universidad de Puerto Rico, P.O. Box 364984, San Juan, PR  00936-4984.
Planos y vistas satelitales; 18°23′23.28″N 66°3′19.44″O / 18.3898000, -66.0554000

## Historia
La idea de su fundación surgió en 1959 y certificado por el “Consejo de Educación Superior” el 12 de septiembre de 1969. Fue inaugurado el 10 de marzo de 1971, por iniciativa de Don Arturo Roque y apoyado por el entonces Presidente de la Universidad de Puerto Rico, Don Jaime Benítez. 
Durante los años 1971 al 1989 el Jardín estuvo parcialmente abierto al público. El paso del Huracán Hugo, afectó en gran medida al Jardín que se vio obligado a permanecer cerrado para su reconstrucción. En 1991 se abrió nuevamente al público.
Depende administrativamente de la “Universidad de Puerto Rico, Recinto Universitario de Mayagüez”. Actualmente su director es el Agro. Roberto Soto.

## Colecciones
Este jardín botánico cuenta con varias colecciones temáticas de plantas, una colección de esculturas modernas de autores del país, esparcidas por todo el recinto y más de 30,000 plantas.

### Jardines Temáticos
- Jardín de las Heliconias
- Capilla de los Bambúes

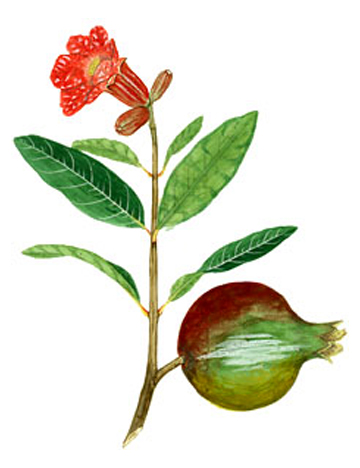
Acuarela de Punica granatum del Dr. Agustín Stahl.

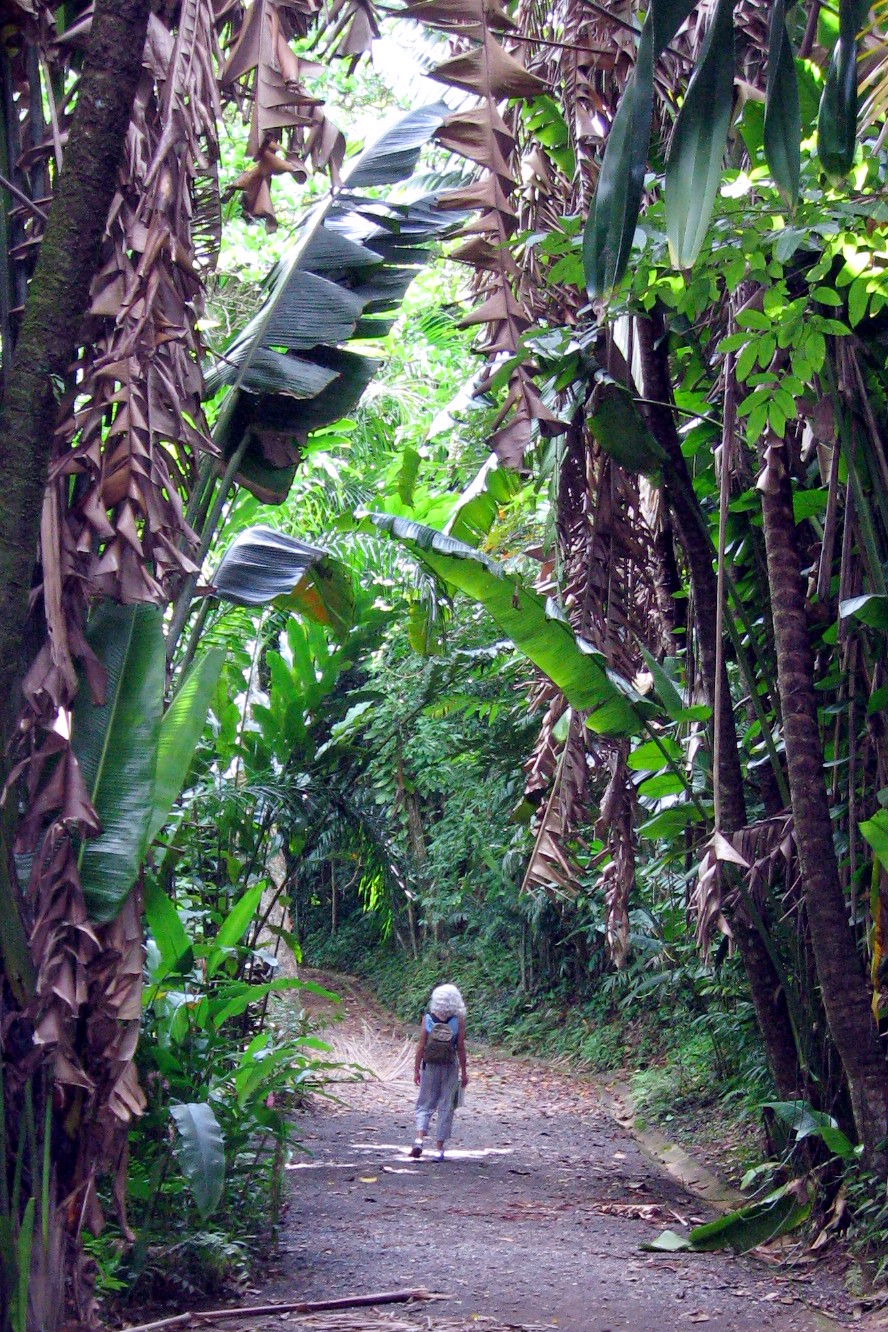
Senderos naturales en el Jardín Botánico.

- Jardín de Orquídeas, con una colección especial de Cattleyas.
- Jardín Monet, es una recreación del jardín acuático de Monet en Giverny y sus plantas acuáticas adaptadas al medio tropical de San Juan.
- Palmetum, colección de 125 palmas procedentes de todo el mundo.
- Laguna de las Palmas
- Jardín Acuático
- Jardín Taíno (Arboretum nativo)
- Jardín de Plantas Medicinales Dr. Esteban Núñez Meléndez

### Esculturas
Hay un gran número de esculturas modernas de autores puertorriqueños conocidos internacionalmente, esparcidas por el recinto, entre otras se encuentran:
- La Conciencia Empírica de Leopoldo Maler.
- Cardumen para un Jardín de Carlos Guzmán.
- Antares de Rolando López Dirube.

### Plantas Nativas y en Peligro de Extinción
Situadas en la parte norte, se encuentran las plantas endémicas de la isla de Puerto Rico y de las que se encuentran amenazadas en sus medios naturales y en peligro de extinción.
Aquí se encuentran las plantas que identificó el botánico puertorriqueño Agustín Stahl:
- Argythamnia stahlii Urb.
- Senna pendula var. stahlii (Urb.) Irwin & Barneby
- Eugenia stahlii (Kiaersk.) Krug & Urb.
- Lyonia stahlii Urb.
- Ternstroemia stahlii Krug & Urb.

El género Stahlia está representado por una sola especie, Stahlia monosperma (Tul.) Urb. y se conoce su existencia silvestre, solamente en Puerto Rico y el este de la República Dominicana. Esta especie se conoce en Puerto Rico bajo el nombre de “cóbana negra” y actualmente está enlistada como amenazada en el listado Federal del Servicio de Pesca y Vida Silvestre (USFW Federal Register), 5 de abril de 1990

## Miembros Institucionales
El Jardín Botánico es miembro institucional de las siguientes organizaciones profesionales:
- American Association of Botanical Gardens and Arboreta (APGA) (inglés)

- Center for Plant Conservation (inglés)

- BGCI Botanic Gardens Conservation International (inglés / castellano)